# Магистър на Монетния двор
Магистър на Монетния двор, (на руски: минцмейстер или мюнцмейстер, на немски: Münzemeister; от немски: Münze – монета и Meister – началник, глава, на латински: monetarius) е професия или длъжност, свързана с производството на монети. Това може да е началникът на монетния двор или на негов отдел; най-общо това е чиновник, отговорен за сеченето на монети

## История
Първите специалисти по сечене на монети са известни от Древна Гърция, но историята им не е достатъчно изучена. Предполага се, че за отличаване на монетите на различните гръцки полиси на тях са се нанасяли отличителни знаци и тази необходимост лежи в основата на възникването на професията.
Службата на магистър на монетния двор като самостоятелен вид дейност съществува в Римската империя от времето на Пуническите войни. В по-късния републикански период е организирана Колегия на тримата магистри (минцмейстери). При Гай Юлий Цезар колегия е разширена до четима чиновника, а при Октавиан Август е отново от трима. Монетните майстори се назначават от квестори. Колегията е съществувала до 3 век от нашата ера.

## Англия
В Англия през 16-19 век магистърът на монетния двор (на английски: Master of the Mint) е важна длъжност в британското правителство. Магистърът е най-висшия служител на Кралския монетен двор, като в определени периоди е член и на кабинета. През 1870 длъжността е премахната, като оттогава титлата се използва от Канцлера на хазната.
Сред заемалите длъжността магистър на Монетния двор са бъдещите министър-председатели граф Ливърпул (1770 – 1828) и Уилям Гладстон (1809 – 1898), както и известните учени Исак Нютон (1643 – 1727), Джон Хершел (1792 – 1871) и Томас Греъм (1805 – 1869).